# Les Enquêtes du commissaire Van der Valk
Les Enquêtes du commissaire Van der Valk (Van der Valk) est une série télévisée policière britannique diffusée depuis le 26 avril 2020 sur ITV, d'après un roman de Nicolas Freeling. Il s'agit de la seconde adaptation des romans. La première série a été diffusée entre 1972 et 1992 (en France, sur TF1 à l'été 1975).
En France, la série est diffusée depuis le 23 août 2020 sur France 3. Elle reste inédite dans les autres pays francophones.

## Synopsis
Piet Van Der Valk est commissaire de police à Amsterdam à la brigade criminelle qui vit sur un vieux cotre dans le port d'Amsterdam. Il est assez perspicace et enquête souvent en utilisant des méthodes inhabituelles. Comme il connaît la pègre, il a généralement un lien particulier avec les gangsters.

## Commentaires
Bien que se déroulant aux Pays-Bas, la série est une production britannique tournée en anglais.

## Distribution

### Acteurs principaux
- Marc Warren (VF : Vincent Ropion) Commissaire Piet Van der Valk
- Maimie McCoy : Inspectrice Lucienne Hassell
- Emma Fielding (en) : Commissaire principale Julia Dahlman
- Darrell D'Silva (en) : Dr Hendrik Davie
- Elliot Barnes-Worrell (en) : Inspecteur Job Cloovers ; considéré comme un génie
- Luke Allen-Gale : Inspecteur Brad de Vries
- Mike Libanon : Cliff Palache, le patron d'un bar où se réunissent les équipiers de Van der Valk
- Peter van Heeringen : Frank, un ancien prêtre devenu sdf ; il fréquente le bar de Cliff Palache et informe parfois l'équipe de Van der Valk
- Loes Haverkort (saison 2) : Lena Linderman, l'amante de Piet Van der Valk

## Épisodes

### Première saison (2020)
1. Amour à Amsterdam (Love in Amsterdam)
2. Extase à Amsterdam (Only in Amsterdam)
3. Mort à Amsterdam (Death in Amsterdam)

### Seconde saison (2022)
1. Les Trois croix d'Amsterdam (Plague on Amsterdam)
2. Puzzle à Amsterdam (Blood in Amsterdam)
3. Vengeance à Amsterdam (Payback in Amsterdam)

### Troisième saison (2023)
1. Liberté à Amsterdam (Freedom in Amsterdam)
2. Rédemption à Amsterdam (Redemption in Amsterdam)
3. Magie à Amsterdam (Magic in Amsterdam)

## Audiences

### Saison 1 (2020)
| Épisode              | Diffusion             | Diffusion            | Audience moyenne          | Audience moyenne                       | Audience moyenne         | Audience moyenne | Réf.  |
| Épisode              | Jour                  | Horaire              | Nombre de téléspectateurs | Part de marché (sur les 4 ans et plus) | Part de marché (FRDA-50) | Classement       | Réf.  |
| -------------------- | --------------------- | -------------------- | ------------------------- | -------------------------------------- | ------------------------ | ---------------- | ----- |
| 1                    | Dimanche 23 août 2020 | 21:05 - 22:40        | 2 310 000                 | 9,2 %                                  |                          |                  | [ 2 ] |
| 2                    | Dimanche 23 août 2020 | 22:40 - 00:10        | 1 310 000                 | 10 %                                   |                          |                  | [ 2 ] |
| 3                    | Dimanche 30 août 2020 | 21:05 - 22:40        | 2 620 000                 | 11,6 %                                 |                          |                  | [ 3 ] |
|                      |                       |                      |                           |                                        |                          |                  |       |
| Moyenne de la saison | Moyenne de la saison  | Moyenne de la saison | 2 080 000                 | 10,3 %                                 |                          |                  |       |

### Saison 2 (2023)
| Épisode              | Diffusion                 | Diffusion            | Audience moyenne          | Audience moyenne                       | Audience moyenne         | Audience moyenne | Réf.  |
| Épisode              | Jour                      | Horaire              | Nombre de téléspectateurs | Part de marché (sur les 4 ans et plus) | Part de marché (FRDA-50) | Classement       | Réf.  |
| -------------------- | ------------------------- | -------------------- | ------------------------- | -------------------------------------- | ------------------------ | ---------------- | ----- |
| 1                    | Dimanche 1er janvier 2023 | 21:10 - 22:40        | 2 280 000                 | 10,8 %                                 |                          |                  | [ 4 ] |
| 2                    | Dimanche 8 janvier 2023   | 21:10 - 22:40        | 2 230 000                 | 10,5 %                                 |                          |                  | [ 5 ] |
| 3                    | Dimanche 15 janvier 2023  | 21:10 - 22:40        | 2 810 000                 | 13,9 %                                 |                          |                  | [ 6 ] |
|                      |                           |                      |                           |                                        |                          |                  |       |
| Moyenne de la saison | Moyenne de la saison      | Moyenne de la saison | 2 440 000                 | 11,7 %                                 |                          |                  |       |